# Samara (přítok Dněpru)
Samara (rusky Самара) je řeka v Dněpropetrovské a Charkovské oblasti na Ukrajině. Je 320 km dlouhá. Povodí má rozlohu 22 600 km².

## Průběh toku
Pramení na západních výběžcích Doněckého krjaže a ústí do Kamjanské přehrady. Je to levý přítok Dněpru.

## Vodní režim
Zdroj vody je převážně sněhový. Průměrný průtok ve vzdálenosti 48 km od ústí je 17 m³/s. Na horním toku obvykle vysychá od konce července do začátku listopadu. V zimě někdy promrzá až ke dnu. Zamrzá v listopadu až lednu a rozmrzá ve druhé polovině března až v dubnu. Je splavná od Novomoskovsku.